# Paweł Rumpel
Paweł Rumpel (ur. 1875 w Tomaszowie Mazowieckim, zm. 19 maja 1938) – polski inżynier włókiennik, działacz przemysłowy.

## Życiorys
Ukończył szkołę średnią w Równem, a następnie obronił dyplom inżyniera na Politechnice w Koethen. W 1898 powrócił do Polski, podejmując pracę w przemyśle włókienniczym, jako naczelny inżynier ruchu w zakładach przemysłowych Spółki Akcyjnej I. K. Poznański. W latach 1916–1938 był członkiem dyrekcji (w tym wicedyrektorem) Związku Przemysłu Włókienniczego w Państwie Polskim, w ramach którego działał na rzecz odbudowy przemysłu włókienniczego po I wojnie światowej, uczestnicząc w pracach organów i komisji szacujących straty wojenne.
W 1927 został przez Radę Ministrów mianowany (z ramienia przemysłu) członkiem komisji ankietowej do badania kosztów produkcji w przemyśle i rolnictwie. Był także delegatem Związku Zawodowego Przemysłowców w komisjach arbitrażowych dotyczących zatargów w przemyśle włókienniczym, członkiem Komisji Regionalnego Planu Zabudowania Okręgu Łódzkiego. Ponadto uczestniczył w pertraktacjach pomiędzy rządem, robotnikami i zakładami włókienniczymi, negocjując warunki pracy w branży.

### Życie prywatne
Miał żonę, córkę – Z. Hesslerową i dwóch synów: Jerzego Rumpla – inżyniera w fabryce w Żyrardowie, Tadeusza Rumpla – także inżyniera.
Pochowany został w części ewangelickiej Starego Cmentarza w Łodzi.

## Odznaczenia
- Złoty Krzyż Zasługi (2-krotnie: 11 listopada 1937[4]; 3 maja 1938)[13],